# Rosealee Hubbard
Pour les articles homonymes, voir Hubbard.
Rosealee Hubbard, née le 24 mars 1980 à Adélaïde, est une coureuse cycliste australienne.

## Palmarès
- 1997
  - 3e du championnat du monde de vitesse juniors
- 1998
  -  Championne du monde de vitesse juniors
- 2002
  -  Championne d'Australie du keirin
  - 1re du keirin - Coupe du monde à Sydney
  - 3e du championnat du monde de keirin
  - 8e du championnat du monde de vitesse
- 2003
  - 1re du keirin - Coupe du monde à Sydney
  - 1re de la vitesse par équipes - Coupe du monde à Sydney
  - 2e du championnat d'Océanie de vitesse
- 2004
  -  Championne d'Australie du keirin
  - 1re de la vitesse par équipes - Coupe du monde à Aguascalientes
  - 2e de la vitesse par équipes - Coupe du monde à Sydney
  - 2e du championnat d'Océanie du keirin
  - 2e du championnat d'Océanie de vitesse
  - 2e du championnat d'Australie du 500 mètres
  - 3e de la vitesse par équipes - Coupe du monde à Manchester
  - 9e du championnat du monde de keirin